# I Melt
«I Melt» — песня американской кантри-группы Rascal Flatts, написанная Гэри ЛеВоксом, Уэнделлом Мобли и Нилом Трэшером. Она была выпущена 8 июля 2003 года в качестве третьего сингла второго студийного альбома Melt. Песня заняла 2-е место в американском чарте Billboard Hot Country Singles & Tracks, продержавшись на этой позиции три недели после песни Тоби Кита «I Love This Bar». Это было седьмое попадание группы в этот чарт.

## История
Гэри ЛеВокс сказал о песне: «Писать ее было действительно приятно. У Нила и Венделла была идея мелодии и припева, они позвали меня, и мы закончили ее в тот же день. Это сексуальная мелодия. Я думаю, многие женщины хотели бы услышать от мужчины, что им не нужно делать ничего особенного, чтобы заставить его растаять».

## Музыкальное видео и споры
Клип на песню «I Melt» был снят в Майами, штат Флорида, режиссерами Робертом Дитоном и Джорджем Флэниганом. Он попал в заголовки USA Today за кадр, в котором были показаны голые ягодицы гитариста Джо Дона Руни и модель Кристина Аурия, принимающая душ в обнаженном виде. Когда клип дебютировал на канале Country Music Television 28 июня 2003 года, он стал первым видео с обнаженной натурой, показанным на канале. С другой стороны, канал Great American Country запретил видео, когда группа отказалась выпустить отредактированную версию.
В 2019 году журнал The Boot включил клип в список 10 самых сексуальных музыкальных видео в стиле кантри.

## Отзывы
Рик Кохун из Allmusic дал песне положительную рецензию. В своей рецензии он отметил, что «Гэри ЛеВокс исполняет знойную, страстную песню, подкрепленную одними из лучших гармонистов Нэшвилла».

## Позиции в чартах

### Еженедельные чарты
| Чарт (2003)                       | Высшая позиция |
| --------------------------------- | -------------- |
| США (Billboard Hot Country Songs) | 2              |
| США (Billboard Hot 100)           | 34             |

### Годовые итоговые чарты
| Чарт (2003)                   | Позиция |
| ----------------------------- | ------- |
| США Country Songs (Billboard) | 32      |